# 动力区
动力区是原中国黑龙江省哈尔滨市下辖的一个市辖区，旧称动力之乡区。面积131平方千米，人口36万。邮政编码150040。区人民政府驻和兴路6号。2006年8月15日，经中国国务院批准，哈尔滨市的动力区与香坊区合并，组成新的香坊区。

## 行政区划
下辖12个街道、1个镇，43个社区居委会、25个行政村：
- 街道办事处：民生路街道、安乐街道、王兆街道、哈平路街道、和平路街道、建筑街道、文政街道、进乡街道、通乡街道、健康路街道、大庆路街道、黎明街道。
- 镇：朝阳镇。